# سفارة إستونيا في اليابان
سفارة إستونيا في اليابان هي أرفع تمثيل دبلوماسي لدولة إستونيا لدى اليابان. تقع السفارة في شيبويا وهي تهدف لتعزيز المصالح الإستونية في اليابان.

## وصلات خارجية
- الموقع الرسمي
- قائمة سفارات إستونيا
- قائمة السفارات في اليابان